# Whakarewarewa

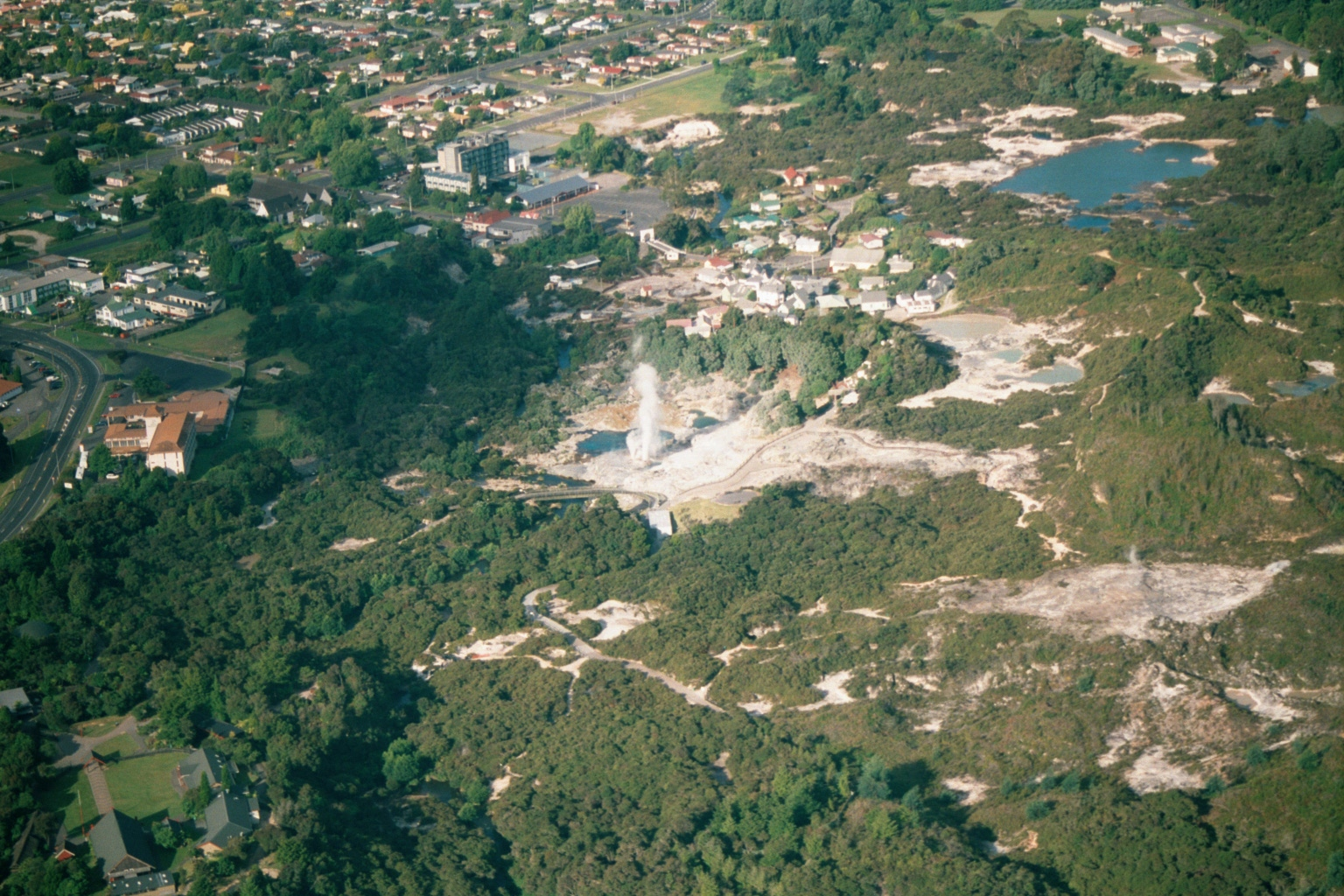
Vue aérienne de Whakarewarewa : au centre, Pohutu en éruption, et en haut la ville de Rotorua

Whakarewarewa (raccourci de Te Whakarewarewatanga O Te Ope Taua A Wahiao, signifiant « le soulèvement des guerriers de Wahiao »), souvent appelé tout simplement Whaka, est une région géothermique de la ville de Rotorua, non loin de la forêt de séquoias de la zone protégée Redwood Memorial Grove, dans la zone volcanique de Taupo,  en Nouvelle-Zélande.
Whakarewarewa abrite environ 500 sources, dont la plupart sources chaudes alcalines, et au moins 65 geysers, dont sept actifs. Le plus connu est Pohutu (signifiant « grande explosion »), qui peut entrer en éruption environ une fois par heure, ses eaux atteignant jusqu'à 30 m de haut.

## Histoire

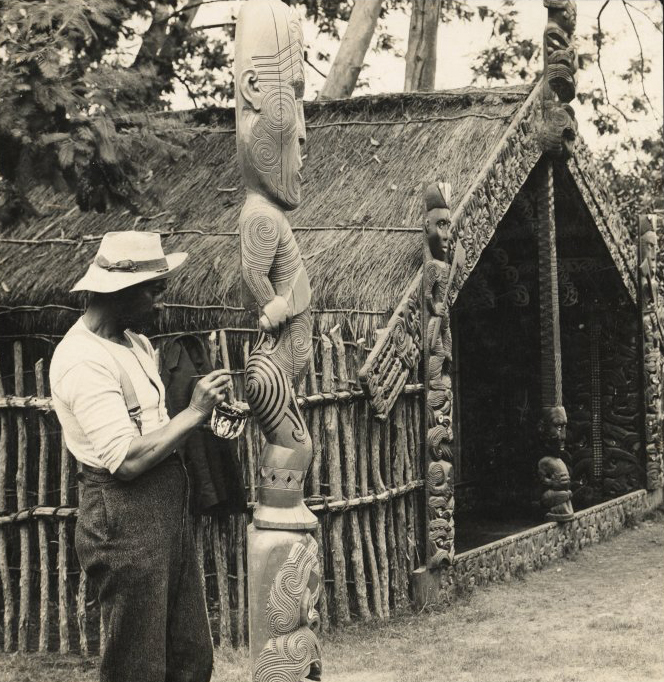
Homme Maori en train de décorer un tiki, 1905

C'est le site de l'ancienne pa (forteresse) maori de Te Puia, datant de 1325, qui n'avait jamais été prise.
Beaucoup de l'activité thermique a été diminuée par le fait que les habitants de Rotorua en profitaient en faisant des puits de 20 à 200 m pour y extraire de l'eau chaude, à utilisation domestique ou commerciale. En 1987-88 un programme de fermeture de puits a conduit à la fermeture de 106 puits dans un rayon de 1,5 km autour du geyser Pohutu, ainsi qu'à la fermeture de 120 autres en dehors de ce rayon. On voit depuis lors une amélioration de l'activité thermique des sources chaudes et geysers de Whakarewarewa.

## Les geysers

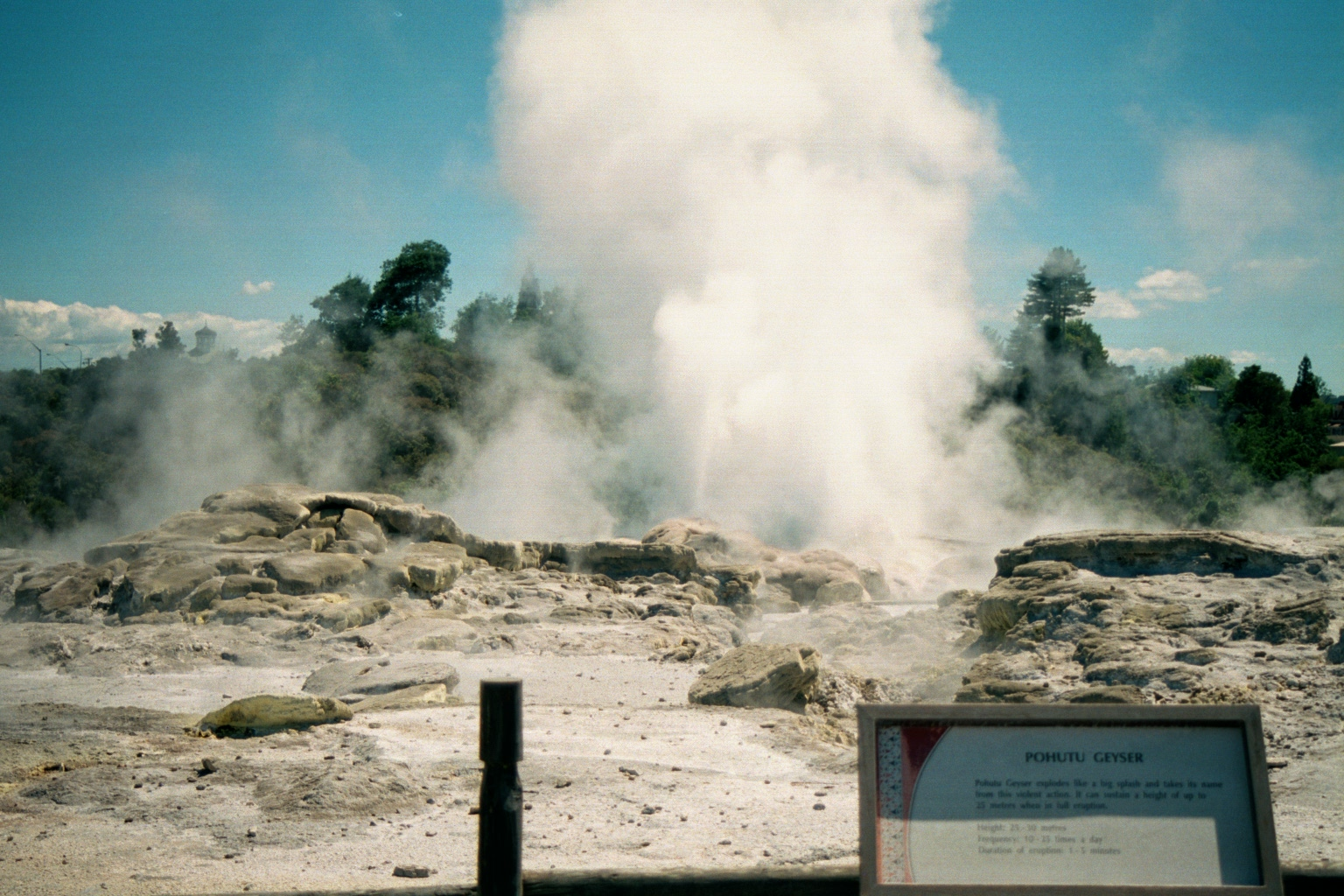
Pohutu en éruption

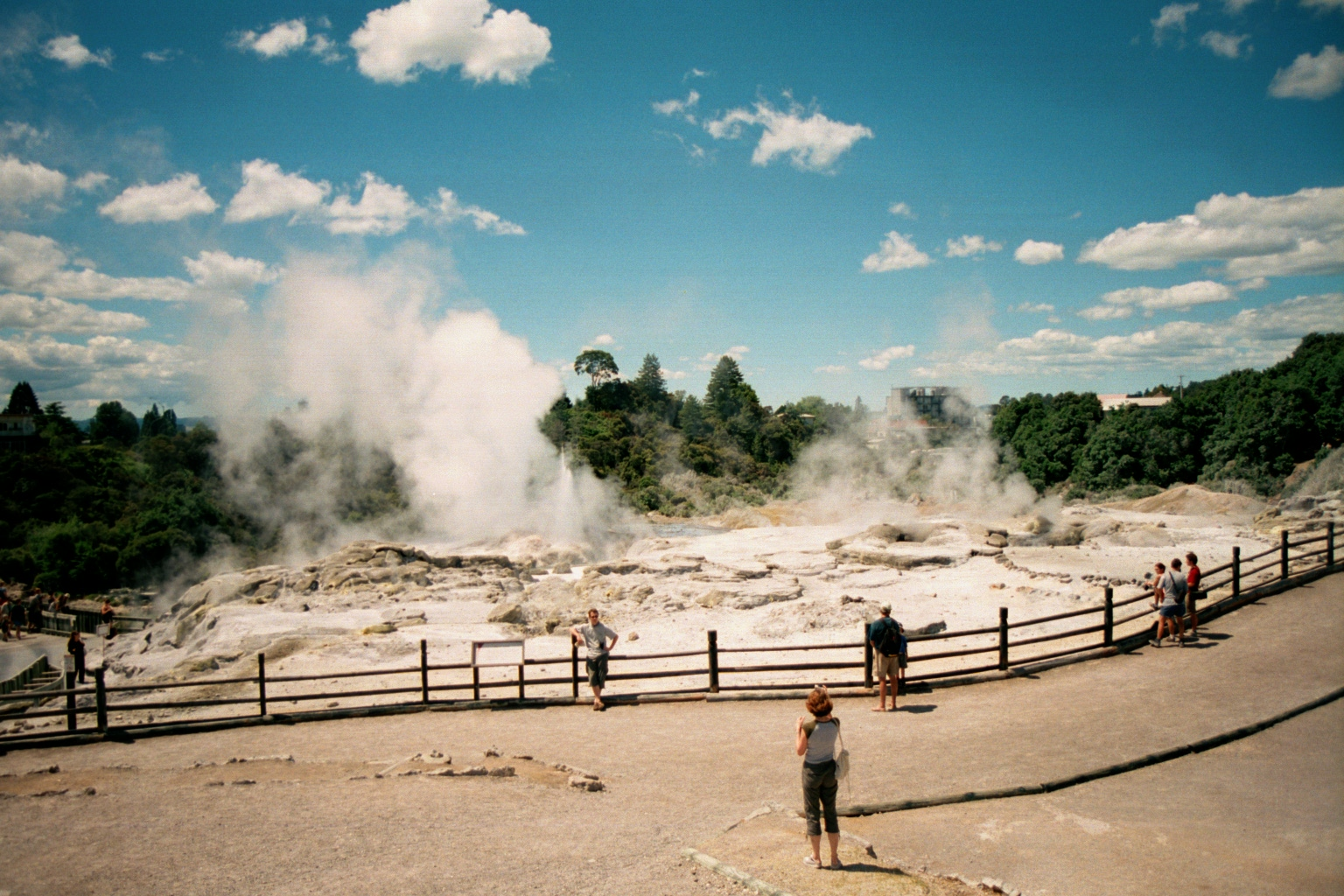
Vue de Geyser Flat

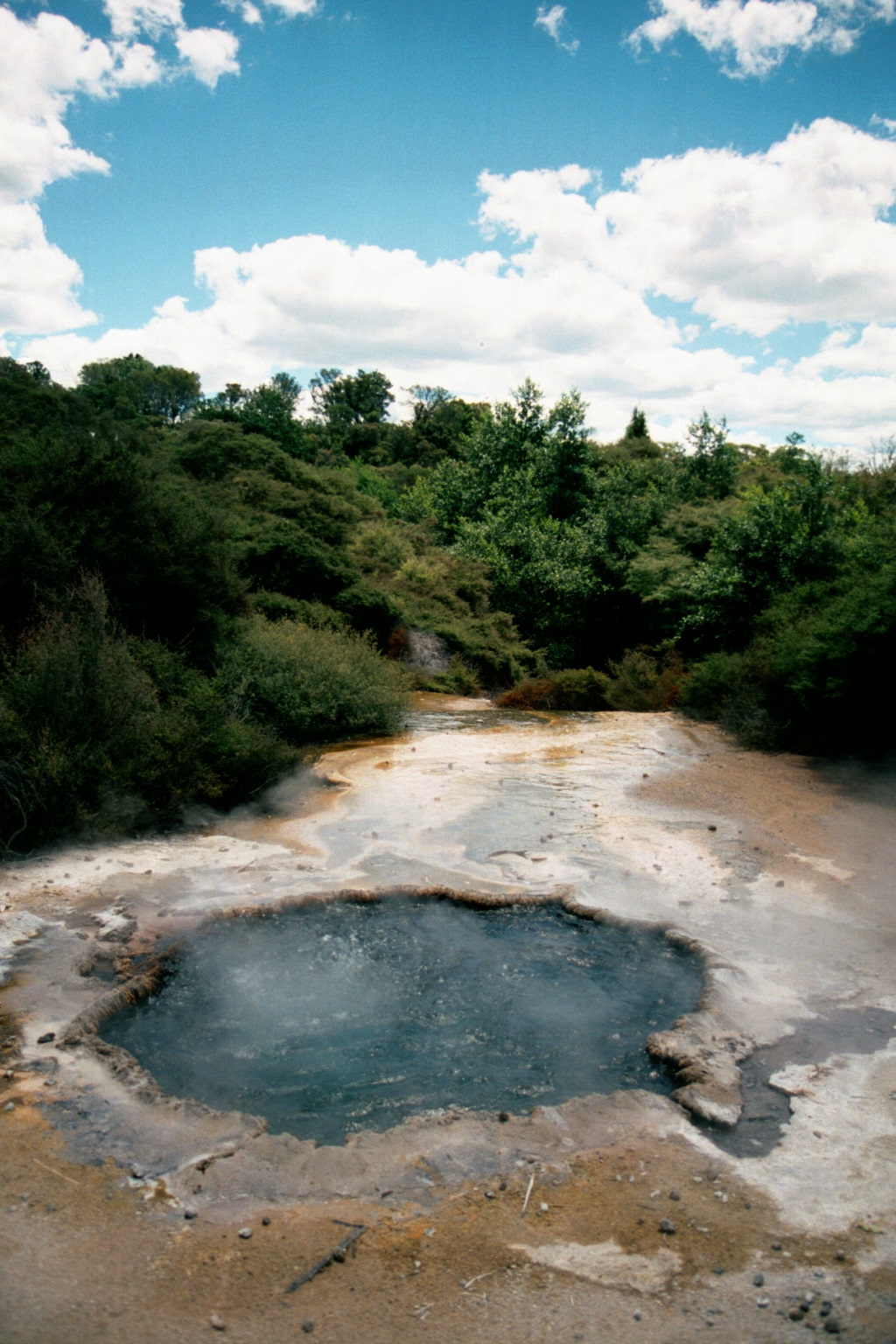
Ngararatuatara, source chaude

La plus grande partie des geysers actifs de Whakarewarewa sont situés à Geyser Flat (« plaine des geysers »), sur la même fente. C'est un système complexe, l'activité d'un geyser affectant celle d'un autre.
Le geyser Kereru, à 2 m au-dessus du ruisseau Puarenga, entre en éruption assez irrégulièrement (à quelques jours ou semaines d'intervalle), les jets d'eau, en forme d'éventail, atteignant 15 m de haut. Il n'y eut pas d'éruption entre 1972 et 1988, probablement à cause des puits creusés. Kereru est probablement indépendant des autres geysers de Whakarewarewa.
Les geysers Prince of Wales Feathers, Pohutu, Te Horu et Waikorohihi sont situés sur un plateau à environ 6 m au-dessus du ruisseau Puarenga. Prince of Wales Feathers, le voisin le plus proche de Pohutu, le précède toujours ; en entrant en éruption, les jets d'eau sont faibles d'abord mais augmentent en violence jusqu'à ce qu'ils atteignent 9 m à un angle dramatique. Pohutu commence alors à entrer en éruption. Parfois Waikorohihi fait des jets d'eau de 5 m de haut, irrégulièrement espacés, avant que Prince of Wales Feathers ne le suive, et Pohutu de suite.
Jusqu'à 1972 le geyser Te Horu (« le chaudron ») faisait des jets d'eau de 2 à 7 m de haut de 10 à 15 fois par jour, mais après cette année les éruptions et même l'ébullition ont cessé. L'eau de Te Horu a commencé à déborder en 1988. Il existe un lien très direct entre Te Horu et Pohutu, l'eau fraîche des jets d'eau de Pohutu tombant en grande partie dans Te Horu. Cela peut expliquer la croyance populaire que Pohutu est plus actif quand il y a un vent du sud, ce vent poussant alors l'eau des jets au nord, les éloignant de Te Horu et empêchant que l'eau froide ne refroidisse le système.
Le geyser Mahanga (ou « Boxing Glove », soit « gant de boxe »), n'a pas entré en éruption jusqu'en 1961. Ses jets d'eau, hauts de 3 à 4,5 m, sont indépendants de ceux de son voisin Waikorohihi.
Le geyser Wairoa, ayant des jets d'eau de jusqu'à 60 m de haut, est entré en éruption de manière naturelle pour la dernière fois en décembre 1940. Ses eaux sont alors tombées à 4,5 m au-dessous de la ligne où elle déborde et est devenue acide. Au début 1996 ses eaux ont monté à 3,2 en dessous de cette ligne et ont commencé à bouillir jusqu'à nos jours.
Au-delà de Geyser Flat se situe le geyser de Waikite, au sommet d'une petite colline située à 260 m au sud de Pohutu. Sa dernière éruption date de mars 1967 ; depuis elle est sèche, dégageant une fine vapeur. En juin 1996 sa bouche, auparavant de 8,5 m de profondeur et sèche, est remplie d'eau bouillante qui a monté à 2,3 m de la ligne de débordement. Avant 1967 Waikite était connu pour entrer en éruption après de longues périodes de pluies fortes. Le geyser de Pareia, un peu plus loin et voisin de Waikite, a quant à lui récemment recommencé à entrer en éruption.
Papakura est un autre geyser en repos de Whakarewarewa, sa dernière éruption datant de mars 1979, après une période d'activité régulière de 90 ans où elle ne s'est arrêtée que très brièvement trois fois. C'est l'arrêt des éruptions de Papakura qui a déclenché le Rotorua Monitoring Programme en 1981. Papakura ne s'est pas réactivé, quoiqu'en octobre 1997 l'eau s'est réchauffée à 60 °C et est redevenue claire et alcaline.